# Ripple (entreprise)
Pour les articles homonymes, voir Ripple.
La société Ripple a créé et développe le protocole de paiement et réseau d'échange Ripple. Initialement nommée Opencoin et renommée Ripple Labs jusqu'en 2015, la société a été fondée en 2012 et est localisée à San Francisco, Californie.

## Histoire
Ryan Fugger conçoit Ripple en 2004 après avoir travaillé sur un système d'échange local à Vancouver, Canada. Le but était de créer un système monétaire décentralisé permettant aux individus et communautés de créer leur propre monnaie. Fugger crée par la suite la première itération du système, RipplePay.com. Parallèlement, en mai 2011, Jed McCaleb commence à développer un système de monnaie virtuelle dans lequel les transactions sont vérifiées par consensus parmi les membres du réseau, au lieu du processus de minage utilisé par bitcoin. En août 2012, Jed McCaleb embauche Chris Larsen et tous deux approchent Ryan Fugger avec leur idée de monnaie virtuelle. Après des discussions avec McCaleb et d'anciens membres de la communauté Ripple, Fugger leur passe les commandes. En septembre 2012, Chris Larsen et Jed McCaleb cofondent la société OpenCoin.
OpenCoin commence le développement du protocole ripple (RTXP) et du réseau de paiement et d'échange Ripple. Le 11 avril 2013, OpenCoin annonce avoir complété une levée de fonds avec plusieurs sociétés de capital-risque. Le même mois, OpenCoin acquiert SimpleHoney pour l'aider à populariser les monnaies virtuelles et les rendre plus accessibles à l'utilisateur lambda. Le 14 mai 2013, OpenCoin annonce avoir complété une seconde série de financement. En juillet 2013, Jed McCaleb se retire de son poste actif chez Ripple.
Le 26 septembre 2013, OpenCoin change officiellement son nom pour Ripple Labs, Inc. Leur directeur de la technologie, Stefan Thomas, annonce de plus que le code source pour les nœuds pair-à-pair derrière le réseau de paiement Ripple devient officiellement open source. Des parties de Ripple, particulièrement un client web basé sur JavaScript, avaient été rendues open source plusieurs mois auparavant, mais la sortie de Rippled en pair-à-pair « nœud complet » signifiait que la communauté avait maintenant les outils requis pour maintenir le réseau Ripple elle-même.
Le 5 mai 2015, Ripple reçoit une sanction civile de 700 000 $ du Financial Crimes Enforcement Network (FinCEN).
Le 6 octobre 2015, la société Ripple Labs est rebaptisée Ripple.
Le 13 juin 2016, Ripple obtient une licence de monnaie virtuelle du département d'État des services financiers de New York, devenant ainsi la quatrième entreprise avec une « BitLicense ».
En mai 2018, un investisseur du nom de Ryan Coffey porte plainte contre la société Ripple Labs, ainsi que contre d'autres sociétés et individus liés au XRP, prétendant que cette monnaie virtuelle est une valeur mobilière. Selon Coffey, le XRP aurait dû être enregistré auprès de la « Securities and Exchange Commission », et le fait qu'il ne l'a pas été implique que la société Ripple Labs, qui est considérée par le plaignant comme ayant créé le XRP à partir de rien, doive rembourser les pertes des investisseurs,. D'autres plaignants, notamment Bradley Sostack, se joignent à ce qui devient une action en justice groupée. Le procès doit avoir lieu en Californie en janvier 2020.

## Modèle économique
Ripple est une compagnie financée par fonds privés, ainsi que par la vente de son token XRP. Elle complète plusieurs séries de financement pour un total de 296 millions de dollars, qui incluent deux séries par business angel, une série par capital d'amorçage, deux de type séries A, une de type séries B et enfin, une de type séries C,,,,,,.
| Date           | Type de financement | Investisseur | Montant (millions USD) |
| -------------- | ------------------- | --- | ---------------------- |
| Avril 2013     | Business angel      | Andreessen Horowitz, FF Angel LLC, Lightspeed Venture Partners, Vast Ventures, Bitcoin Opportunity Fund | 2,5                    |
| Mai 2013       | Business angel      | Google Ventures, IDG Capital Partners | 3,0                    |
| Novembre 2013  | Capital d'amorçage  | Core Innovation Capital, Venture51, Camp One Ventures, IDG Capital Partners | 3,5                    |
| Mai 2015       | Séries A            | IDG Capital Partners, Seagate Technology, AME Cloud Ventures, ChinaRock Capital Management, China Growth Capital, Wicklow Capital, Bitcoin Opportunity Corp, Core Innovation Capital, Route 66 Ventures, RRE Ventures, Vast Ventures, Venture 51 | 28                     |
| Octobre 2015   | Séries A            | Santander InnoVentures | 4                      |
| Septembre 2016 | Séries B            | Standard Chartered, Accenture, SCB Digital Ventures, SBI Holdings, Santander InnoVentures, CME Group, Seagate Technology | 55                     |
| Décembre 2019  | Séries C            | Tetragon, SBI Holdings, Route 66 Ventures, Seagate Technology | 200                    |

### Revenu
Les sources de revenus de Ripple comprennent les services professionnels fournis aux opérateurs de réseaux financiers en cours d'intégration avec Ripple, les logiciels développés pour intégrer les systèmes financiers existants avec Ripple et la devise native (XRP). Ripple est également soutenu par plusieurs investisseurs établis qui fournissent une couche supplémentaire de stabilité financière.
Entre 2016 et 2019, la vente de son token XRP a rapporté plus de 1,2 milliard de dollars à la société Ripple Labs.

## Programme et projets

### Dons de charité
Sur les 80 milliards de XRP dont il était doté, Ripple suit une stratégie de distribution qui englobe les paiements aux partenaires commerciaux tels que les passerelles, les animateurs de marché et des organisations caritatives.
Ripple Labs commence à travailler avec le World Community Grid en novembre 2013. Le World Community Grid met en commun le surplus de puissance des ordinateurs et dispositifs électroniques de volontaires pour soutenir des causes humanitaires tel que la lutte contre le Sida, améliorer l'énergie solaire et combattre le cancer. Les individus qui rejoignent l'équipe Ripple Labs et donnent leur temps machine libre sont récompensés par des XRP. Au 18 mars 2014, Ripple Labs a donné 134 528 800 XRP par le biais de World Community Grid à un taux de 1 250 000 XRP par jour,,.

### Développement logiciel
Ripple Labs lance un portail développeur conçu pour rassembler les outils et les ressources pour la communauté des développeurs. Il s'agit notamment d'une interface de programmation pour son réseau de paiement, basée sur le célèbre standard REST. L'entreprise a également développé un programme de primes pour les développeurs tiers, pour les encourager à créer des services pour son réseau combinant protocole et paiement. La première a été revendiquée par le développeur Mathijs Koenraadt qui a développé une extension Ripple vers plateforme de commerce en ligne Magento. L'extension permet à Magento de lire le registre public Ripple et créer une facture. Le bijoutier de luxe Européen Rita Zachari l'adopte, et est l'un des premiers marchands à offrir une option de paiement par portefeuille Ripple à la caisse.
Ripple Labs a été impliqué dans plusieurs projets de développement liés au protocole, rendant par exemple disponible une application client iOS pour iPhone permettant aux utilisateurs d'iPhone d'envoyer et recevoir toute devise via leur téléphone,,. Cette application client Ripple n'existe plus.
Le 2 juillet 2013, Ripple Labs annonce sa liaison des protocoles bitcoin et Ripple par le pont bitcoin. Le pont bitcoin permet aux utilisateurs de Ripple d'envoyer un paiement dans n'importe quelle monnaie à une adresse bitcoin,.

## Partenariats et initiatives
CrossCoin Ventures lance un accélérateur en mars 2014 finançant les entreprises qui œuvrent à faire progresser l'écosystème Ripple. La firme finance les startups acceptées avec jusqu'à 50 000 $ en XRP, monnaie native de Ripple, en échange d'une participation de 3 % à 6 % dans les actions ordinaires diluées. Du mentorat et du soutien est fourni par CrossCoin et Ripple Labs, Inc.
Ripple a également développé des partenariats précoces avec des entreprises telles que ZipZap, la relation étant appelée une menace pour Western Union dans la presse.
En collaboration avec d'autres leaders de l'industrie, Ripple Labs devient un membre cofondateur de la Digital Asset Transit Authority (DATA) en juillet 2013. DATA fournit les meilleures pratiques et normes techniques, y compris des directives de conformité anti-blanchiment pour les entreprises qui travaillent avec la monnaie numérique et d'autres systèmes de paiement émergents. Le comité travaille comme agent de liaison auprès des organismes publics, entreprises, consommateurs et crée des règles communes pour protéger les consommateurs. L'initiative vise à créer une voix cohérente de membres de la communauté bitcoin lors de l'interaction avec les régulateurs,.

## Distinctions
Pour sa création, le développement du protocole Ripple (RTXP) et le réseau de paiement/échange Ripple, le Massachusetts Institute of Technology (MIT) reconnait Ripple Labs comme l'une des 50 sociétés les plus intelligentes de 2014 dans l'édition de février 2014 du MIT Technology Review. Les critères pour la reconnaissance tournaient autour de la question « Est-ce qu'une entreprise avait fait des progrès dans la dernière année qui va définir son domaine d'application ».
Le 9 février 2014, Ripple Labs est nommé finaliste pour un prix PYMNTS 2014 Innovateur dans deux catégories distinctes : « Meilleure nouvelle technologie » ainsi que « Entreprise la plus disruptive ». La reconnaissance se rapporte au travail de Ripple Labs dans la création de Ripple, un protocole de paiement distribué, open-source alimentant un nouveau web global de valeur.

### Autres distinctions
- Février 2015 - Fast Company. Top 10 mondial des entreprises monétaires les plus innovantes de 2015[38].
- Février 2015 - American Banker. 20 fournisseurs de technologie financière à surveiller[39].
- Août 2015 - Ripple Labs récompensé comme pionnier technologique par le Forum économique mondial[40].
- Décembre 2015 - Forbes. Les 50 fournisseurs de technologie financière[41].
- Décembre 2015 - H2 Ventures, KPMG. Les 100 fournisseurs de technologie financière[42].
- Mars 2016 - PYMNTS Innovation Project 2016. Récompense meilleure innovation B2B[43].
- Juin 2016 - Fortune. Les 5 fournisseurs de technologie financière les plus en vue[44].

## Fincen inflige une amende à Ripple
Le 5 mai 2015 FinCEN inflige une amende à Ripple Labs et XRP II de 700 000 $ pour violation de la loi sur le secret bancaire, sur la base des ajouts du Financial Crimes Enforcement Network à la loi en 2013.
Ripple Labs convient alors de mesures correctives pour assurer la conformité future, qui comprennent un accord permettant l'échange XRP et l'activité « Ripple Trade » seulement par entreprises de services monétaires enregistrés (MSB), entre autres accords était l'amélioration du protocole Ripple. L'amélioration ne changera pas le protocole lui-même, mais ajoutera au contraire une surveillance anti-blanchiment des transactions sur le réseau et améliorera l'analyse des transactions.

## Perception
Depuis son début le protocole Ripple a attiré l'attention dans les médias financiers, ainsi que de masse. Ripple a été mentionné dans les articles de branche The Nielsen Company, Bank of England Quarterly Bulletin, NACHA et KPMG, avec plusieurs articles étudiant l'influence de Ripple sur l'internationalisation de la branche bancaire. En avril 2015 American Banker a affirmé que «du point de vue des banques tels registres distribués, comme le système Ripple, ont une série d'avantages en comparaison de tels cryptomonnaies comme les bitcoins», y compris la sécurité. Comme la Banque Fédérale de réserve de Boston a écrit, «l'acceptation de tels réseaux distribués comme Ripple peut aider la branche bancaire réaliser le traitement plus rapide, ainsi qu'augmenter l'efficacité des paiements globaux et des services bancaires de correspondant». Ken Carson a dit à Esquire sur Ripple à titre du réseau de paiement en 2013 que «de grandes marques des services financiers doivent se rapporter à Ripple comme les compagnies d'enregistrement du son se rapportaient à Napster». En août 2015 Ripple a reçu une récompense de Forum économique mondial en tant que pionnier technologique (Technology Pioneer).
Le Site Web Dealbook, appartenant à New York Times, a marqué en 2014 que « gagne ce qui est devenu difficile à atteindre pour les devises virtuelles : la participation des joueurs mainstream dans les finances. »